# Mohamed Chamité
Mohamed Abderrahmane Chamité (...) è un allenatore di calcio comoriano.

## Carriera
Tra il 2010 e il 2011 è stato allenatore della Nazionale comoriana.